# Дахи (блюдо)
Дахи (маратхи दही, урду دہی‎, бенг. দই, ассам. দৈ, там. தயிர், телугу పెరుగు, малаял. തൈര്) — кисломолочный продукт индийского происхождения, готовящийся обычно из коровьего молока, реже из козьего или буйволиного молока. Дахи напоминает йогурт и широко распространен на всем Индийском субконтиненте, являясь одним из самых популярных кисломолочных продуктов.

## История
Слово dahi происходит от санскр. dadhi и встречается в Ведах и Упанишадах. В Ригведе описывается процесс приготовления дахи с использованием молодых листьев в качестве закваски, а также блюдо из риса и дахи. Дахи наряду с гхи употребляется в пищу не менее 5000 лет
Дахи играет также важную роль в некоторых индуистских и буддийских ритуалах.
В Аюрведе дахи считается средством для лечения желудочно-кишечных заболеваний. Чарака-самхита предписывает поддерживать jatharagni (огонь пищеварения) кисломолочными продуктами.

## Изготовление
Как и многие другие кисломолочные продукты, дахи производится путем сквашения молока посредством введения в него закваски. Результат сильно зависит от таких условий, как предварительная обработка молока, температура, влажность и состав закваски.
Для приготовления закваски молоко кипятят, затем остужают до комнатной температуры и добавляют в него высушенный красный перец. Перец вносит в теплое молоко культуру lactobacillus plantarum. Молоко оставляют в теплом месте на 5-10 часов для получения закваски.
После того, как закваска приготовилась, или осталась от предыдущей партии, приступают непосредственно к приготовлению дахи. Перед введением закваски молоко для дахи обязательно кипятят. Отдельно смешивают закваску с молочной сывороткой, а затем добавляют смесь в остывшее молоко. Ферментация длится 5-10 часов.
Время сквашивания сильно зависит от региона и времени года. Так в некоторых регионах зимой ферментация может длиться до 2-4 дней.
Таким же способом готовится дахи из различных заменителей молока, например, из соевого молока.

## Дахи из молока буйволиц
Дахи из молока азиатских буйволиц (синг. මුදවාපු මී කිරි mudavāpu meekiri) производится преимущественно в тех регионах, где буйволы являются основным сельскохозяйственным животным. Молоко буйволиц намного жирнее коровьего, из-за чего готовый йогурт дахи получается намного гуще. Оно также содержит большее количество белка и других питательных веществ. Дахи из буйволиного молока обычно хранится в глиняной посуде.
Дахи из молока буйволиц изготавливается как в домашних условиях, так и промышленно. Для этого молоко фильтруют и кипятят, снимают пенку, остужают до комнатной температуры и переливают в глиняный горшок. В остывшее молоко добавляют несколько ложек закваски или старого йогурта, запечатывают бумагой и оставляют сквашиваться на 12 часов.